# Tapanijärvi
Tapanijärvi är en sjö i Finland. Den ligger i kommunen Kittilä i landskapet Lappland, i den norra delen av landet, 800 km norr om huvudstaden Helsingfors. Tapanijärvi ligger 169,7 meter över havet. Arean är 34,9 hektar och strandlinjen är 2,35 kilometer lång. Sjön  ingår i Kemi älvs huvudavrinningsområde. 